# Emú de l'illa dels Cangurs
L'Emú de l'illa dels Cangurs (Dromaius baudinianus) és una espècie extinta del gènere d'aus Dromaius. La seva distribució s'estenia per tota l'Illa dels Cangurs, al Sud d'Austràlia. Es va extingir aproximadament l'any 1827.

## Taxonomia

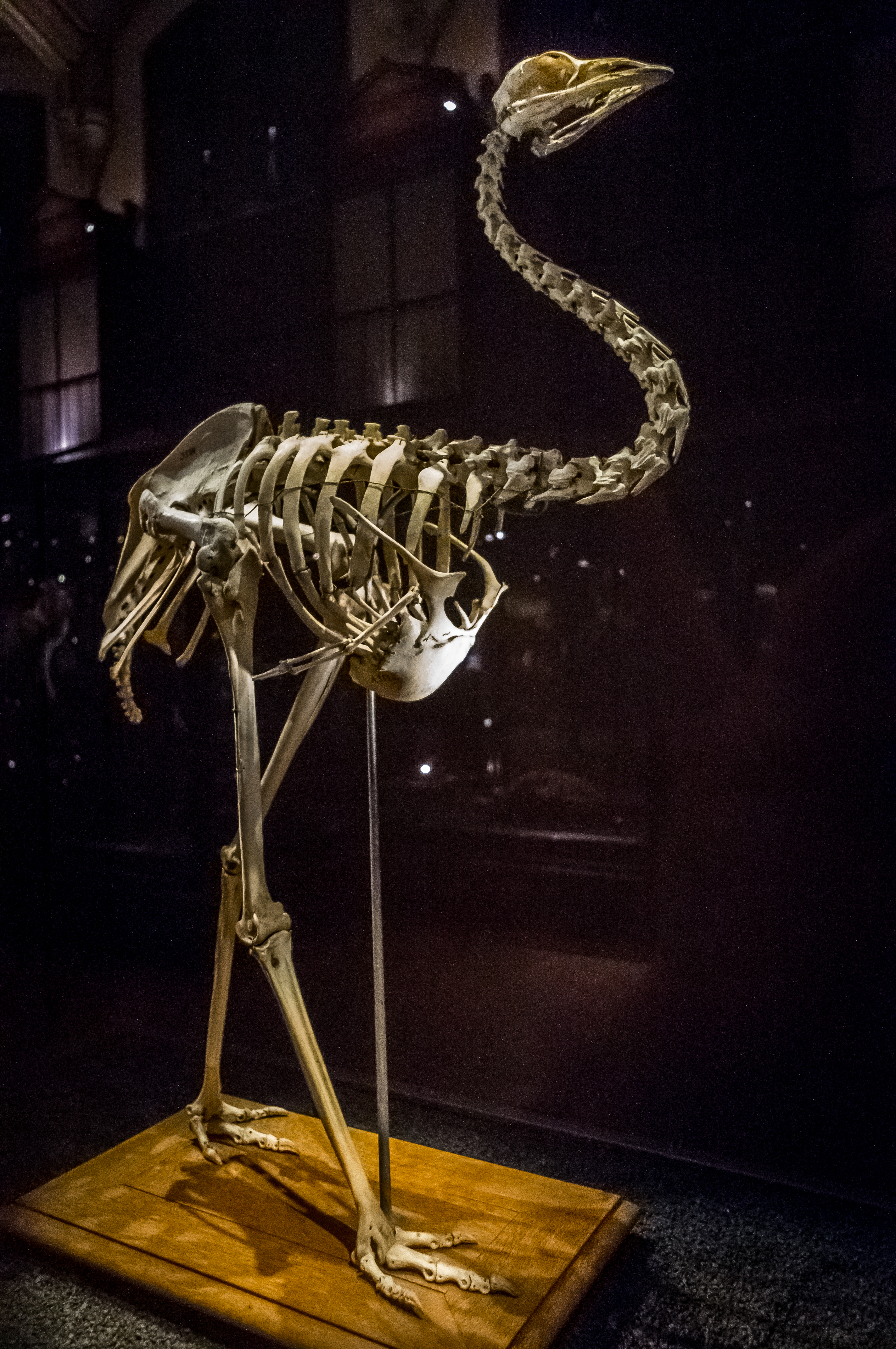
Únic esquelet conegut d'emú de l'illa dels Cangurs, Jardin des plantes, París.

Va ser registrat per primer cop el 1802 per Matthew Flinders i es va informar que era força comú a la badia de Nepean, a l'Illa dels Cangurs. Els primers ossos de l'espècie es van descobrir el 1903 a The Brecknells, uns sorrals al costat oest del cap Gantheaume. Inicialment hi va haver confusió amb aquetses restes d'emú de l'illa Cangurs amb les d'una altra espècia extinta anomenada emú de l'illa de King; els quaderns de registre de les expedicions no van indicar clarament on i quan es van recollir els individus d'emu, el que va provocar que tots dos tàxons s'interpretessin com un de sol. Tanmateix, descobriments posteriors de material subfòssil i estudis posteriors sobre les dues subespècies d'emú han confirmat el seu origen geogràfic separat i la seva morfologia diferent.
Calen destacar les aportacions de Shane A. Parker, que el 1984 van confirmar l'origen geogràfic separat d'ambdues espècies i la seva morfologia diferent. Parker va batejar l’ocell de l’illa dels Cangurs Dromaius baudinianus, en honor del líder de l'expedició francesa; un tarsometatars esquerre de l'exemplar subfòssil de l'illa dels Cangurs (l'espècimen SAM B689Ib), va servir d’holotip.

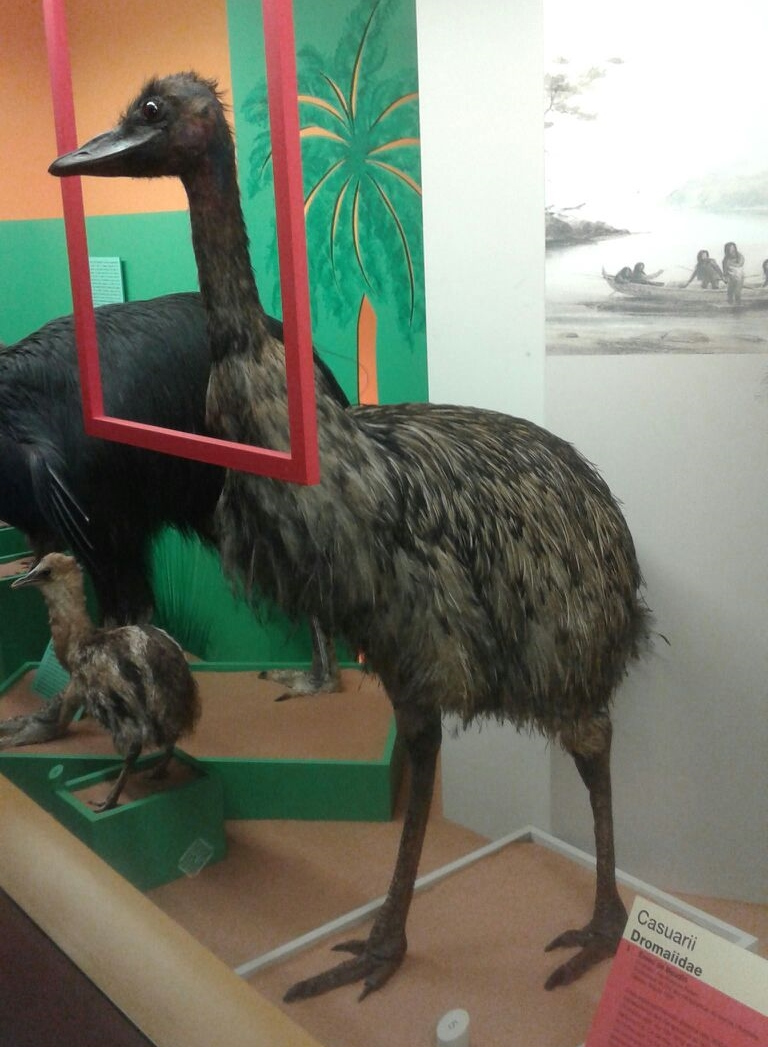
Única pell conservada de l'emú de l'illa dels Cangurs, Museu d’Història Natural de Ginebra.

Aquesta subespècie és coneguda, doncs, pels relats històrics dels observadors i pels ossos, inclosos els conjunts dipositats al South Australian Museum. La mostra dissecada que es pot veure al Museu d’Història Natural de Ginebra, a Suïssa, i l'esquelet exposat al Museu d’Història Natural de París pertanyen al mateix individu. Per tant, l'espècimen conservat a Ginebra és l’única mostra de pell que queda d’aquesta espècie.
Es creu que aquest emú vivia al bosc interior.
L'extinció de la subespècie s'ha atribuït a la caça i a l'eliminació de l'hàbitat mitjançant la crema del bosc.